# Diocesi di Alife-Caiazzo

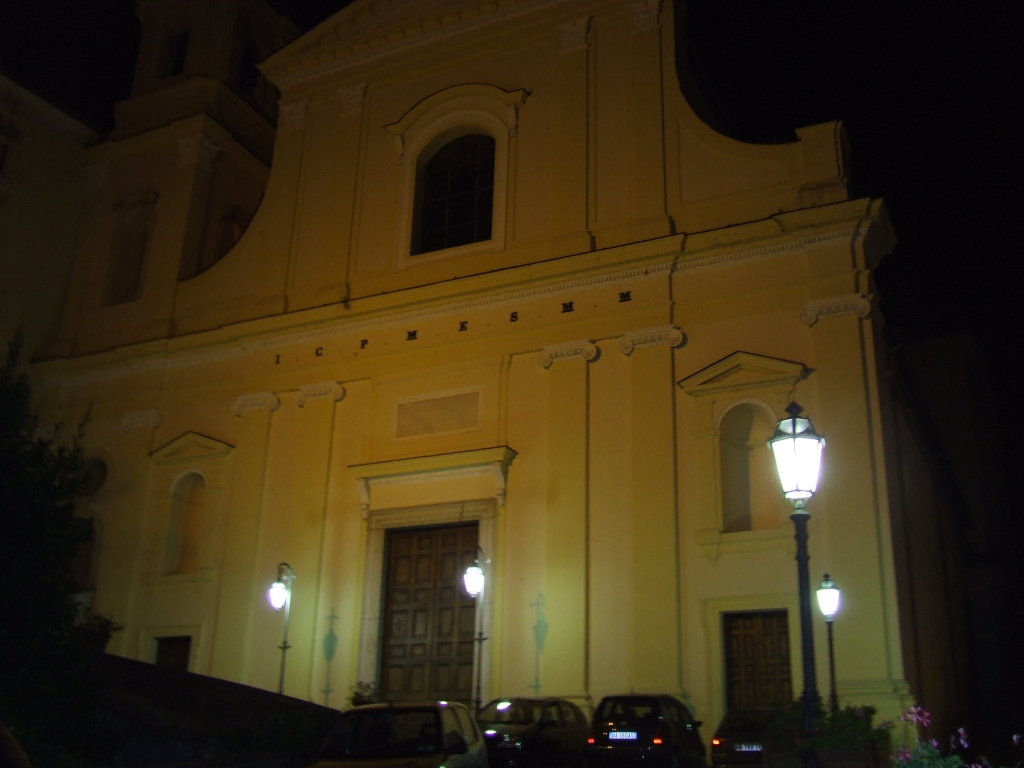
La basilica minore di Santa Maria Maggiore a Piedimonte Matese.

La diocesi di Alife-Caiazzo (in latino Dioecesis Aliphana-Caiacensis o Caiatina) è una sede della Chiesa cattolica in Italia suffraganea dell'arcidiocesi di Napoli appartenente alla regione ecclesiastica Campania. Nel 2023 contava 60.600 battezzati su 61.000 abitanti. È retta dal vescovo Giacomo Cirulli.

## Territorio
La diocesi comprende 24 comuni campani in provincia di Caserta con una popolazione di circa settantamila abitanti: Alife, Caiazzo, Piedimonte Matese, Formicola, Ruviano, Liberi, Dragoni, Castel di Sasso, San Potito Sannitico, Castello del Matese, Raviscanina, Letino, Ailano, Baia e Latina, Castel Campagnano, Pontelatone, Sant'Angelo d'Alife, Prata Sannita, San Gregorio Matese, Piana di Monte Verna, Valle Agricola, Alvignano, parte del comune di Pratella e le frazioni di Calvisi, Carattano e di Madonna del Bagno del comune di Gioia Sannitica.
Sede vescovile è la città di Alife, dove si trova la cattedrale di Santa Maria Assunta. A Caiazzo sorge la concattedrale di Maria Santissima Assunta e Santo Stefano Vescovo. La residenza dei vescovi e la sede degli uffici della curia diocesana sono a Piedimonte Matese.
Il territorio si estende su 580 km² ed è suddiviso in 44 parrocchie, raggruppate in 5 foranie.

## Storia
L'attuale diocesi è frutto della piena unione stabilita nel 1986 di due antiche sedi episcopali: Alife, documentata a partire dalla fine del V secolo; e Caiazzo, istituita nel X secolo.

### Alife
Incerte sono le origini della diocesi. Secondo la tradizione, essa risalirebbe all'epoca apostolica, essendo stata fondata da san Pietro il primo ad annunciare il vangelo ad Alife; per altri autori, invece, l'istituzione della diocesi è di epoca costantiniana. Allo stato attuale delle ricerche archeologiche «sono veramente pochi gli elementi certi sui quali basare una ricostruzione attendibile del processo di cristianizzazione» del territorio.
La prima menzione della diocesi è la presenza del vescovo Claro al concilio romano indetto da papa Simmaco nel 499, dove furono stabilite norme per l'elezione del vescovo di Roma dopo la doppia elezione di Simmaco e di Lorenzo dell'autunno precedente. Si propone inoltre di identificare questo Claro con il vescovo omonimo, ma senza indicazione della sede di appartenenza, che prese parte al concilio celebrato da papa Gelasio I il 13 maggio 495. Un'antica epigrafe funeraria riporta il nome del vescovo Severo; incerta è la datazione del manufatto, per il quale è stato proposto un periodo compreso tra la fine del IV secolo e la fine del V.
Dopo questi due vescovi non si hanno più notizie di vescovi alifani per quasi cinque secoli. Nell'876, un'incursione di Saraceni distrusse l'intera città compresa l'antica cattedrale di Santa Maria, situata presso le Mura Romane (all'angolo tra le odierne Porta Romana e Porta Piedimonte) e della quale erano visibili i ruderi fino ai primi decenni del XX secolo.
La diocesi di Alife è nuovamente documentata a partire dalla seconda metà del X secolo. Con la bolla Cum certum sit di papa Giovanni XIII del 26 maggio 969, il pontefice eresse Benevento a sede metropolitana e concesse all'arcivescovo Landolfo I la facoltà di consacrare i suoi vescovi suffraganei, tra cui anche quello di Alife.
Il primo vescovo noto di questa seconda fase della vita della diocesi è Paolo documentato dal 982 al 985. Nella cripta della nuova cattedrale, in diverse epigrafi ivi traslate probabilmente dalla precedente chiesa, sono ricordati i nomi dei vescovi a partire dall'inizio dell'XI secolo con i nomi latinizzati di Gosfridus, Vitus e Arechis.
Nella seconda metà del secolo, la famiglia normanna Drengot Quarrel conquistò il territorio alifano e l'episcopato acquistò notevole importanza. Nel 1131 secondo Rainulfo, conte di Alife, Caiazzo e Sant'Agata de' Goti, chiese e ottenne dall'antipapa Anacleto II le reliquie di San Sisto I papa e martire, divenuto poi protettore della città e della diocesi. A lui fu dedicata la cattedrale, che nel corso dei secoli ha subito numerose trasformazioni e ricostruzioni e attualmente è dedicata a Santa Maria Assunta.
I vescovi del XII secolo noti in storiografia sono Roberto, Pietro, Baldovino e Landolfo. Altre figure di vescovi che emersero durante il medioevo furono: Alferio de Alferis, eletto vescovo nel 1252 e trasferito nel 1254 a Viterbo; e (della stessa famiglia) Giovanni de Alferis, grazie al quale fu salvato il prezioso manoscritto Gli arcani historici, dello zio Niccolò Alunno, gran consigliere del re Ladislao.
Nel febbraio 1417 il vescovo Angelo Sanfelice emanò decreti per la disciplina del clero e contestualmente «segnalò la gravità della condizione del clero locale dedito al gioco e al vino, simoniaco e concubinario, sacrilego e rissoso».
A partire dal XVI secolo la città di Alife visse un periodo di declino, a causa prima del terremoto del 1456, poi per la distruzione della città ad opera delle truppe spagnole di Filippo II nel 1561; per questi motivi i vescovi iniziarono a risiedere sempre più stabilmente a Piedimonte d'Alife, a partire da Diego Gilberto Nogueras (1561-1566).
Dopo il concilio di Trento, i vescovi cercarono di applicare in diocesi i decreti di riforma, ma questi loro tentativi si scontrarono con i privilegi acquisiti del clero alifano e gli interessi dei signori locali. Gli scontri furono sempre frequenti e in alcuni momenti drammatici, come nel caso del vescovo Domenico Caracciolo, ucciso a fucilate la notte tra il 14 e il 15 ottobre 1675.
«Notevolissima nella prima parte del XVII secolo è la figura di monsignor Pietro Paolo de' Medici (1639- 1656), impegnato nella formazione del clero e nella catechesi dei fedeli, anche attraverso opere di edilizia sacra e di assistenza». Il 10 giugno 1651 fondò il seminario diocesano a Castello d'Alife, grazie all'eredità di un munifico benefattore; successivamente, il vescovo Giuseppe de Lazzara (1676-1702) lo trasferì nell'attuale sede di Piedimonte.
Il 27 giugno 1818 papa Pio VII soppresse la diocesi di Alife con la bolla De utiliori unendone il territorio a quello della diocesi di Telese; la diocesi alifana tuttavia fu ripristinata il 14 dicembre 1820 con la bolla Adorandi dello stesso papa, che la unì aeque principaliter alla diocesi di Telese; l'unione ebbe effetto solo alla morte del vescovo Emilio Gentile il 24 febbraio 1822.
Il 6 luglio 1852, con la bolla Compertum nobis di papa Pio IX, ebbe termine l'unione con Telese, e Gennaro Di Giacomo, già vescovo delle sedi unite, optò per Alife ponendo la sua sede, come avevano fatto i suoi predecessori, a Piedimonte.
«Particolarmente singolare è la figura del vescovo Gennaro Di Giacomo negli anni dell'unificazione italiana, le cui operazioni militari toccarono direttamente la diocesi di Alife. Monsignor Di Giacomo offrì diretta collaborazione al nuovo Regno d'Italia tanto da essere ricevuto, primo vescovo del Meridione, da Vittorio Emanuele II che nel 1863 lo nominò senatore del regno. I suoi interventi parlamentari e le posizioni nazionaliste assunte provocarono la richiesta di rinunzia da parte della Santa Sede e il divieto a risiedere in diocesi.»
Nel corso del XX secolo si distinse la figura del vescovo Luigi Novello, all'epoca dell'occupazione tedesca; seguito da Virginio Dondeo, che si impegnò nella ricostruzione spirituale e morale della diocesi, poi vescovo di Orvieto, e Raffaele Pellecchia, divenuto in seguito arcivescovo coadiutore di Sorrento, che partecipò al concilio Vaticano II.
Al momento dell'unione con Caiazzo, la diocesi di Alife comprendeva i comuni di Alife, Piedimonte Matese, San Potito Sannitico, Castello del Matese, Raviscanina, Letino, Ailano, Sant'Angelo d'Alife, Prata Sannita, San Gregorio Matese, Pratella, Valle Agricola, e le frazioni di Calvisi e di Carattano nel comune di Gioia Sannitica.

### Caiazzo

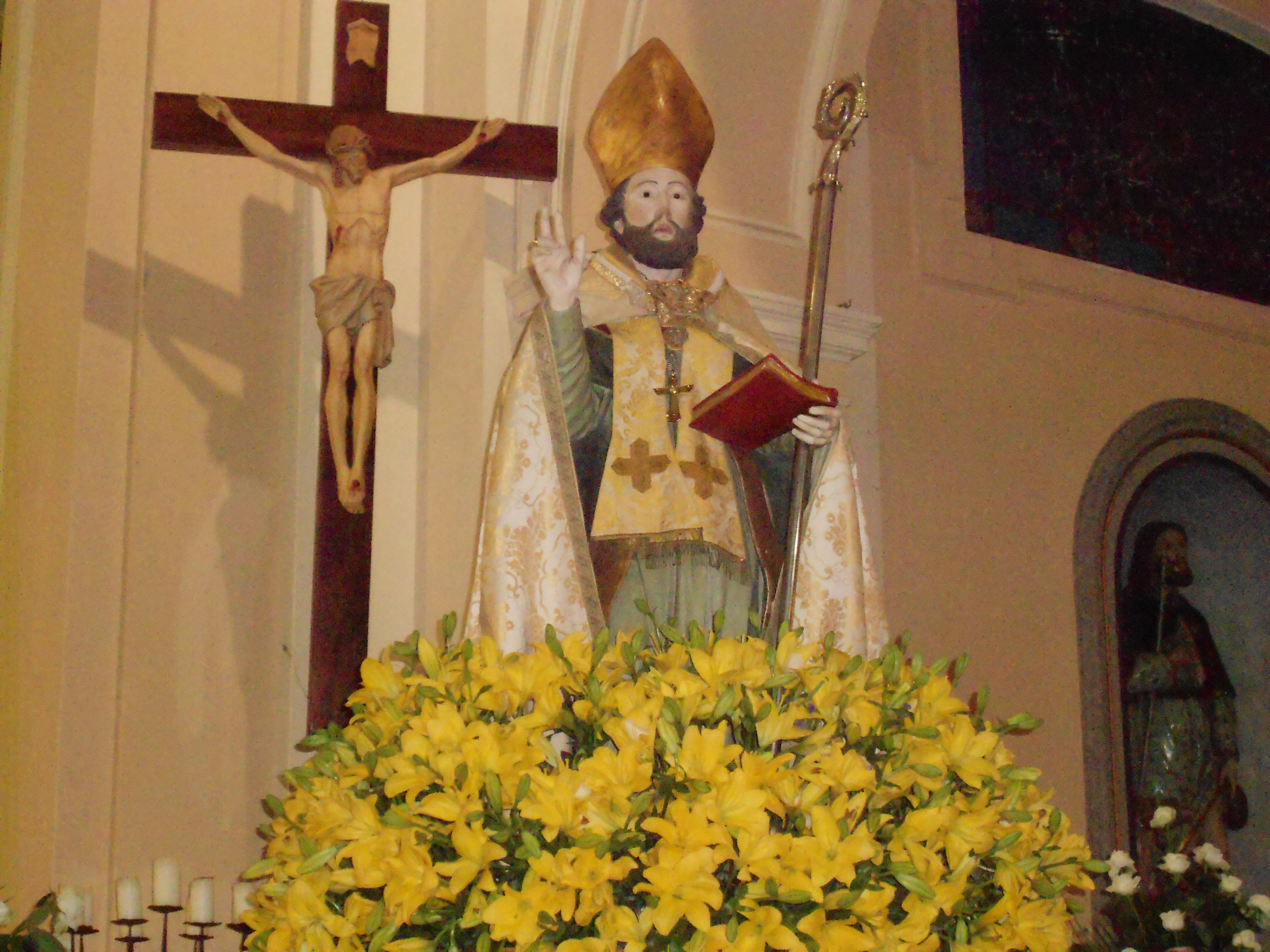
La statua lignea di santo Stefano Minicillo conservata a Macerata Campania.

Secondo un'antica leggenda popolare, l'evangelizzazione della città di Caiazzo sarebbe stata opera dell'apostolo Pietro o di San Prisco, uno dei settanta discepoli, che ne sarebbe stato anche il primo vescovo. La leggenda si collegherebbe al viaggio che fece San Pietro da Napoli per raggiungere Roma e si appoggia sui resti di un antico tempio sotterraneo ritrovati sotto la settecentesca chiesa parrocchiale di San Pietro del Franco. Secondo altre tradizioni il primo vescovo caiatino sarebbe stato Arigisio, vissuto in epoca incerta.
Il primo vescovo storicamente documentato è Orso, menzionato in un diploma di Giovanni di Capua del 966 circa, nel quale il metropolita capuano delimitò i confini della diocesi di Caiazzo. Alla sua morte, l'arcivescovo Gerberto e il principe di Capua Pandolfo Testadiferro elessero Stefano Minicillo, già rettore della chiesa del Santissimo Salvatore Maggiore in Capua. Fu lo stesso arcivescovo metropolita a consacrarlo vescovo: il 1º novembre 979, con atto pubblico e solenne, Gerberto riconfermò i confini della diocesi di Caiazzo, affidata all'eletto e consacrato vescovo Stefano, al quale dava particolari indicazioni riguardanti la sua missione episcopale in quella terra. La bolla del 1º novembre è stato un vero e proprio atto di costituzione ufficiale della diocesi di Caiazzo per apostolicam istitutionem suo archepiscopatui subiecta.
Dopo Stefano Minicillo si possono ricordare: san Ferdinando d'Aragona di origine spagnola, che fu vescovo dal 1070 al 1082; Costantino, documentato sul finire dell'XI secolo in occasione della traslazione delle reliquie di san Menna, il cui racconto da le prime informazioni sulla cattedrale caiatina; Stazio, che nel 1133 ricevette da papa Innocenzo II una bolla di conferma dei suoi privilegi e dei suoi diritti sulla diocesi; Guglielmo I, che nel 1166 circa fu deposto da papa Alessandro III per simonia; Guglielmo II, che prese parte al concilio lateranense del 1179; Doferio, trasferito nel 1189 sulla cattedra arcivescovile di Bari.
«Nel Quattrocento, in sincronia con l'apogeo del feudo di Caiazzo, la diocesi conobbe un periodo caratterizzato da vescovi di grande rilievo. Il successivo decadimento di importanza feudale di Caiazzo coincise con nomie vescovili di prelati appartenenti a famiglie nobili sempre meno in vista, rispetto alle vicende complessive del Regno di Napoli. Oratio Acquaviva d'Aragona e Paolo Filomarino furono gli ultimi vescovi ad essere rampolli di grandi stirpi.»
Nel Cinquecento si distinsero in particolare Fabio Mirto Frangipane (1537-1572), presentato da san Carlo Borromeo, che fu segretario del concilio di Trento e fondò il seminario diocesano nel 1564; e Ottavio Mirto Frangipani (1572-1592), che dopo essere stato vescovo di Caiazzo fece una discreta carriera ecclesiastica, abate di San Benedetto di Capua, governatore di Bologna, quindi nunzio apostolico a Colonia e infine arcivescovo di Taranto.
Nel corso del XVII secolo è da ricordare il vescovo Filippo Benedetto (1623-1641) sia per le sue doti di pastore che per aver fatto costruire a sue spese le mura cittadine; a lui si deve anche il restauro e l'ampliamento del seminario, restaurato ulteriormente da Giacomo Falconi nel 1721.
Tra Settecento e Ottocento la diocesi visse oltre trent'anni di sede vacante. Furono queste le premesse della sua soppressione, decisa da papa Pio VII con la bolla De utiliori del 27 giugno 1818, con la quale si dava seguito al concordato tra il Regno delle Due Sicilie e la Santa Sede. Il territorio caiatino fu annesso a quello della diocesi di Caserta.
L'arcivescovo di Capua, Francesco Serra-Cassano, cercò di ripristinare l'antica sede; nell'agosto 1831, infatti, i fedeli di Caiazzo ricorsero al re di Napoli Ferdinando II per il ripristino della loro soppressa diocesi. Il sovrano reputò giusto rivolgersi all'arcivescovo metropolita di Capua, il solo competente per risolvere la delicata questione. Francesco Serra-Cassano, dopo un mese dalla sua creazione a cardinale, prese molto a cuore la questione e con molta determinazione trattò con la Sede Apostolica per ben diciotto anni. Il 16 dicembre 1849, con la bolla Si semper optandum, papa Pio IX ristabilì la diocesi di Caiazzo, dichiarandola suffraganea dell'arcidiocesi di Capua. Con la stessa bolla, papa Pio IX nominò amministratore apostolico della diocesi di Caiazzo l'arcivescovo capuano, che di impegnò a corrispondere al vescovo di Caserta una pensione annua di 3000 ducati. Serra-Cassano prese possesso canonico come amministratore apostolico il 13 gennaio 1850.
Due anni dopo, il 15 marzo 1852, fu nominato il primo vescovo della restaurata diocesi, il sessantaquattrenne Gabriele Ventriglia, già vescovo di Crotone ed originario di Curti, il quale era stato consacrato vescovo dallo stesso cardinale Serra-Cassano nella cattedrale di Capua il 24 giugno 1849.
In tempi recenti la figura Nicola Maria Di Girolamo, vescovo dal 1922 al 1963, ebbe un grande impatto nella diocesi di Caiazzo, il suo episcopato coprì il difficile periodo della Seconda guerra mondiale; fece celebrare due sinodi e due congressi eucaristici, l'ultimo dei quali nel 1935 coincise con il millenario della nascita di Santo Stefano. Prima di morire Di Girolamo partecipò anche alle prime sessioni del concilio Vaticano II. Dopo la sua morte, nel 1963, per quindici anni la diocesi fu affidata in amministrazione apostolica all'arcivescovo di Capua Tommaso Leonetti.
Al momento dell'unione con Alife, la diocesi di Caiazzo comprendeva 25 parrocchie nei comuni di Caiazzo, Formicola, Ruviano, Liberi, Dragoni, Castel di Sasso, Baia e Latina, Castel Campagnano, Pontelatone, Piana di Monte Verna e Alvignano.

### Alife-Caiazzo
Fra gli anni Sessanta e Settanta del XX secolo le due diocesi rimasero a lungo vacanti, fino all'8 aprile 1978 quando Angelo Campagna fu nominato, con due bolle distinte, vescovo di entrambe le sedi, che furono così unite in persona episcopi.
Il 13 aprile 1979 le due diocesi sono entrate a far parte della provincia ecclesiastica dell'arcidiocesi di Napoli.
Il 30 settembre 1986, in forza del decreto Instantibus votis della Congregazione per i vescovi, le due sedi di Alife e Caiazzo sono state unite con la formula plena unione e la circoscrizione ecclesiastica ha assunto il nome attuale.
Nel mese di ottobre 2016 hanno preso il via le prime fasi del sinodo diocesano, il primo da quando le due diocesi sono state unite; il sinodo si è chiuso nel mese di settembre 2017.
È unita in persona episcopi alla diocesi di Teano-Calvi, dal 26 febbraio 2021, e alla diocesi di Sessa Aurunca, dal 23 febbraio 2023.

## Cronotassi dei vescovi
Si omettono i periodi di sede vacante non superiori ai 2 anni o non storicamente accertati.

### Vescovi di Alife
- Severo † (fine IV o V secolo)
- Claro † (prima del 495 ? - dopo il 499)[4][15]
- Paolo † (prima del 982 - dopo il 985)[16]
- Vito † (circa 987 o 988 - dopo il 1020)[16]
- Goffredo † (XI secolo)[17]
- Arechi † (prima del 1059 - dopo il 1061)[18]
- Roberto I † (prima del 1098 - dopo il 1100)[19]
- Roberto II ? † (prima del 1126 - dopo il 1142)[20]
- Pietro † (prima del 1143 - dopo il 1148)[21]
- Baldovino † (prima del 1179 - dopo il 1180)[22]
- Anonimo † (menzionato nel 1198)[22]
- Landolfo † (prima metà del XIII secolo)[22]
- Anonimi † (menzionati nel 1215, 1217, 1224, 1225, 1229, 1233)[22][23]
- Alferio † (27 aprile 1252 - 27 gennaio 1254 nominato vescovo di Viterbo e Tuscania)
- Romano de Urbe, O.P. † (28 marzo 1254 - dopo il 1287)[22]
  - Gentile † (prima di ottobre 1291 - ?) (amministratore apostolico)
- Pietro † (menzionato nel 1305)[22]
- Filippo † (menzionato nel 1309)
- Nicola † (? deceduto)
- Tommaso delle Fonti † (8 marzo 1346 - dopo il 25 aprile 1348)
- Bertrando † (3 dicembre 1348 - ? deceduto)
- Giovanni † (10 novembre 1361 - ?)[24]
- Andrea †
- Guglielmo † (circa 1380)
- Giovanni Alferio † (10 maggio 1389 - 1412 deceduto)
- Angelo Sanfelice † (13 febbraio 1413 - 1457 deceduto)
- Antonio Moretti, O.P. † (1º marzo 1458 - 1482 deceduto)
- Giovanni Bartoli † (16 dicembre 1482 - 1486 deceduto)
- Juan de Zefra † (6 settembre 1486 - 1504 deceduto)
- Angelo Sacco † (15 aprile 1504 - 1529 deceduto)
- Bernardino Fumarelli † (16 agosto 1529 - 13 novembre 1532 nominato vescovo di Sulmona e Valva)
- Michele Torelli † (13 novembre 1532 - 6 aprile 1541 nominato vescovo di Anagni)
- Ippolito Marsigli † (6 aprile 1541 - 1546 deceduto)
- Sebastiano Antonio Pighini † (27 agosto 1546 - 4 giugno 1548 nominato vescovo di Ferentino)
- Filippo Serragli, O.S.B.Oliv. † (4 giugno 1548 - 1555 deceduto)
- Antonio Agustín † (15 dicembre 1557 - 8 agosto 1561 nominato vescovo di Lleida)
- Diego Gilberto Nogueras † (8 agosto 1561 - luglio 1566 deceduto)
- Angelo Rossi † (31 gennaio 1567 - 1568 deceduto)
- Giovanni Battista Santoni † (19 novembre 1568 - 8 gennaio 1586 nominato vescovo di Tricarico)
- Enrico Cini, O.F.M.Conv. † (8 gennaio 1586 - 1598 deceduto)
- Modesto Gavazzi, O.F.M.Conv. † (7 agosto 1598 - agosto 1608 deceduto)
- Valerio Seta, O.S.M. † (24 novembre 1608 - 1625 deceduto)
- Gerolamo Maria Zambeccari, O.P. † (7 aprile 1625 - 11 aprile 1633 nominato vescovo di Minervino)
- Giovanni Michele Rossi, O.Carm. † (11 aprile 1633 - 22 dicembre 1638 deceduto)
- Pietro Paolo de' Medici † (11 aprile 1639 - ottobre 1656 deceduto)
- Enrico Borghi, O.S.M. † (25 febbraio 1658 - 30 novembre 1658 deceduto)
- Sebastiano Dossena, B. † (21 aprile 1659 - 28 dicembre 1662 deceduto)
- Domenico Caracciolo † (31 marzo 1664 - ottobre 1675 deceduto)
- Giuseppe de Lazzara, C.R.M. † (23 marzo 1676 - 2 marzo 1702 deceduto)
- Angelo Maria Porfirio † (5 marzo 1703 - 23 luglio 1730 deceduto)
- Gaetano Iovone † (11 dicembre 1730 - 31 ottobre 1733 deceduto)
- Pietro Abbondio Battiloro † (18 dicembre 1733 - 17 ottobre 1735 deceduto)
- Egidio Antonio Isabelli † (2 dicembre 1735 - 3 gennaio 1752 deceduto)
- Carlo Rosati † (20 marzo 1752 - 17 febbraio 1753 deceduto)
- Innocenzo Sanseverino † (12 marzo 1753 - 29 dicembre 1756 dimesso)
- Filippo Sanseverino † (3 gennaio 1757 - 29 gennaio 1770 dimesso)
- Francesco Ferdinando Sanseverino, C.P.O. † (29 gennaio 1770 - 15 aprile 1776 nominato arcivescovo di Palermo e Monreale)
- Emilio Gentile † (15 luglio 1776 - 24 febbraio 1822 deceduto)
  - Sede unita aeque principaliter con Telese (1822-1852)
- Gennaro Di Giacomo † (luglio 1852 - 1º luglio 1878 deceduto)
- Luigi Barbato Pasca di Magliano † (1º luglio 1878 succeduto - 8 dicembre 1879 deceduto)
- Girolamo Volpe † (27 febbraio 1880 - 9 agosto 1885 deceduto)
- Antonio Scotti † (15 gennaio 1886 - 24 marzo 1898 dimesso[25])
- Settimio Caracciolo di Torchiarolo † (24 marzo 1898 - 10 aprile 1911 nominato vescovo di Aversa)
- Felice Del Sordo † (12 ottobre 1911 - 7 luglio 1928 deceduto)
- Luigi Noviello † (29 luglio 1930 - 20 settembre 1947 deceduto)
- Giuseppe Della Cioppa † (2 dicembre 1947 - 1º aprile 1953 dimesso[26])
- Virginio Dondeo † (29 maggio 1953 - 22 luglio 1961 nominato vescovo di Orvieto)
- Raffaele Pellecchia † (1º settembre 1961 - 19 marzo 1967 nominato arcivescovo coadiutore di Sorrento[27])
  - Sede vacante (1967-1978)[28]
- Angelo Campagna † (8 aprile 1978 - 30 settembre 1986 nominato vescovo di Alife-Caiazzo)

### Vescovi di Caiazzo
- Orso I † (menzionato nel 966/967)[29]
- Santo Stefano Minicillo † (1º novembre 979 ordinato - 29 ottobre 1021 o 1023 deceduto)[30]
- San Ferdinando d'Aragona † (1070 - 27 giugno 1082 deceduto)
- Costantino † (prima del 1098 - dopo il 1100)[31]
- Pietro I † (menzionato nel 1106)[32]
- Tommaso † (menzionato nel 1109)[33]
- Orso II † (prima del 1117 - dopo il 1123)
- Stazio † (prima del 1133 - dopo il 1134)[34]
- Guglielmo I † (1155 - 1166 deposto)
- Guglielmo II † (prima del 1170 - 9 gennaio 1181 deceduto)[35]
- Doferio † (prima di settembre 1183 - 1189 nominato arcivescovo di Bari)[36]
- Giovanni I † (prima del 1195 - 1º settembre 1224 deceduto)[35]
- Giacomo Almundi † (1225 - 1253)[35]
- Nicola Minade † (1254 - 1257)[35]
- Andrea Riccardi † (1257 - 1272 deceduto)[35]
- Giovanni di Aversa † (30 aprile 1274 - 23 agosto 1275 deceduto)[35]
- Andrea de Ducenta † (1276 - 26 febbraio 1283 deceduto)[35]
- Gerardo da Narni † (1283 - 18 settembre 1293 deceduto)
- Pietro II † (febbraio 1294 - 26 giugno 1308 deceduto)
- Giovanni II † (21 dicembre 1308 - prima del 27 aprile 1309 deceduto)
- Tommaso de Pascasio † (prima del 27 aprile 1309 - 14 agosto 1333 deceduto)
- Giovanni Mottola † (20 ottobre 1333 - 21 aprile 1356 deceduto)
- Ruggero Valenti, O.F.M. † (27 giugno 1362 - 3 marzo 1375 deceduto)
- Francesco Zancati † (9 aprile 1375 - 1378 ? deposto)
  - Bartolomeo da Todi, O.F.M. † (16 dicembre 1383 - ? deceduto) (antivescovo)
  - Andrea di Amandola, O.F.M. † (11 luglio 1393 - ?) (antivescovo)
- Bartolomeo † (1379 - circa 1391 deceduto)
- Giovanni Antonello Gattoli † (11 gennaio 1391 - 13 ottobre 1393 deceduto)
- Francesco † (13 ottobre 1393 - ottobre 1404 deceduto)
- Andrea Serao † (17 novembre 1404 - 12 giugno 1422 deceduto)
- Giovanni d'Aversa † (6 luglio 1422 - 24 gennaio 1445 deceduto)
- Antonio d'Errico † (23 marzo 1446 - 24 aprile 1472 deceduto)
- Giuliano Mirto Frangipane † (11 maggio 1472 - 16 giugno 1480 nominato vescovo di Tropea)
- Giacomo de Luciis † (16 giugno 1480 - dopo il 1503 deceduto)
  - Oliviero Carafa † (1506 - 9 luglio 1507 dimesso) (amministratore apostolico)
- Vincio Maffa † (9 luglio 1507 - 1517 deceduto)
  - Andrea della Valle † (2 dicembre 1517 - 10 dicembre 1518 dimesso) (amministratore apostolico)
- Galeazzo Butrigario † (10 dicembre 1518 - 1518 deceduto)
- Bernardino de Prato † (1º giugno 1520 - 1522 deceduto)
- Vianesio Albergati † (29 ottobre 1522 - ottobre 1527 deceduto)
- Ascanio Parisani † (3 gennaio 1528 - 24 maggio 1529 nominato vescovo di Rimini)
  - Antonio Maria Ciocchi del Monte † (24 maggio 1529 - 18 giugno 1529 dimesso) (amministratore apostolico)
- Alessandro Mirto † (18 giugno 1529 - 10 luglio 1537 dimesso)
- Fabio Mirto Frangipani[37] † (10 luglio 1537 - 5 novembre 1572 nominato arcivescovo di Nazareth)
- Ottavio Mirto Frangipani † (19 novembre 1572 - 9 marzo 1592 nominato vescovo di Tricarico)
- Orazio Acquaviva d'Aragona, O.Cist. † (12 giugno 1592 - 13 giugno 1617 deceduto)
- Paolo Filomarino, C.R. † (18 settembre 1617 - 27 maggio 1623 deceduto)
- Filippo Benedetto de Sio, O.F.M. † (8 dicembre 1623 - 21 ottobre 1641 nominato vescovo di Boiano)
- Sigismondo Taddei † (27 novembre 1641 - 4 dicembre 1647 deceduto)
- Francesco Perrone † (23 novembre 1648 - 2 ottobre 1656 deceduto)
- Giuseppe Petagna † (15 gennaio 1657 - 12 settembre 1679 deceduto)
- Giacomo Villani † (27 novembre 1679 - 5 novembre 1690 deceduto)
- Francesco Bonesana, C.R. † (24 marzo 1692 - 14 novembre 1695 nominato vescovo di Como)
- Maioranus Figlioli † (20 febbraio 1696 - 27 maggio 1712 deceduto)
  - Sede vacante (1712-1718)
- Giacomo Falconi † (14 marzo 1718 - 28 agosto 1727 deceduto)
- Costantino Vigilante † (26 novembre 1727 - 27 aprile 1754 deceduto)
- Giuseppe Antonio Piperni † (22 luglio 1754 - 14 ottobre 1780 deceduto)
  - Sede vacante (1780-1792)
- Filippo d'Ambrogio † (27 febbraio 1792 - 3 aprile 1799 deceduto)
  - Sede vacante (1799-1818)
  - Sede soppressa (1818-1850)
- Gabriele Ventriglia † (15 marzo 1852 - 10 dicembre 1859 deceduto)
- Luigi Riccio † (23 marzo 1860 - 9 novembre 1873 deceduto)
- Giuseppe Spinelli † (15 giugno 1874 - 14 novembre 1883 deceduto)
- Raffaele Danise, M.I. † (24 marzo 1884 - 8 gennaio 1898 deceduto)
- Felice de Siena † (24 marzo 1898 - 26 gennaio 1902 deceduto)
- Federico de Martino † (20 giugno 1902 - 30 novembre 1908 nominato vescovo di Castellaneta)[38]
- Adolfo Turchi † (30 giugno 1909 - 8 settembre 1914 nominato segretario della Congregazione per i religiosi[39])
- Luigi Ermini † (4 dicembre 1914 - 13 giugno 1921 nominato vescovo di Fabriano e Matelica)
- Nicola Maria di Girolamo † (16 agosto 1922 - 5 luglio 1963 deceduto)
  - Sede vacante (1963-1978)
- Angelo Campagna † (8 aprile 1978 - 30 settembre 1986 nominato vescovo di Alife-Caiazzo)

### Vescovi di Alife-Caiazzo
- Angelo Campagna † (30 settembre 1986 - 10 dicembre 1990 deceduto)
- Nicola Comparone † (10 dicembre 1990 succeduto - 5 gennaio 1998 deceduto)
- Pietro Farina † (16 febbraio 1999 - 25 aprile 2009 nominato vescovo di Caserta)
- Valentino Di Cerbo (6 marzo 2010 - 30 aprile 2019 ritirato)[40]
- Giacomo Cirulli, dal 26 febbraio 2021

## Statistiche
La diocesi nel 2023 su una popolazione di 61.000 persone contava 60.600 battezzati, corrispondenti al 99,3% del totale.
| anno                     | popolazione | popolazione | popolazione | presbiteri | presbiteri | presbiteri | presbiteri                | diaconi | religiosi | religiosi | parrocchie |
| anno                     | battezzati  | totale      | %           | numero     | secolari   | regolari   | battezzati per presbitero | diaconi | uomini    | donne     | parrocchie |
| ------------------------ | ----------- | ----------- | ----------- | ---------- | ---------- | ---------- | ------------------------- | ------- | --------- | --------- | ---------- |
| diocesi di Alife         |             |             |             |            |            |            |                           |         |           |           |            |
| 1959                     | 36.247      | 36.257      | 100,0       | 47         | 35         | 12         | 771                       |         | 17        | 97        | 20         |
| 1970                     | 36.596      | 36.670      | 99,8        | 37         | 33         | 4          | 989                       |         | 4         |           | 19         |
| 1980                     | 46.810      | 46.880      | 99,9        | 39         | 25         | 14         | 1.200                     |         | 23        | 86        | 20         |
| diocesi di Caiazzo       |             |             |             |            |            |            |                           |         |           |           |            |
| 1959                     | 35.000      | 35.000      | 100,0       | 40         | 37         | 3          | 875                       |         | 4         | 40        | 36         |
| 1959                     | 31.500      | 31.500      | 100,0       | 43         | 40         | 3          | 732                       |         | 3         | 36        | 35         |
| 1970                     | 35.595      | 35.620      | 99,9        | 70         | 37         | 3          | 889                       |         | 3         | 40        | 36         |
| 1980                     | 35.900      | 37.400      | 96,0        | 32         | 28         | 4          | 1.121                     |         | 4         | 12        | 36         |
| diocesi di Alife-Caiazzo |             |             |             |            |            |            |                           |         |           |           |            |
| 1987                     | 63.200      | 65.000      | 97,2        | 61         | 43         | 18         | 1.036                     |         | 19        | 90        | 56         |
| 1999                     | 68.500      | 70.000      | 97,9        | 68         | 48         | 20         | 1.007                     |         | 20        | 60        | 44         |
| 2000                     | 68.500      | 70.000      | 97,9        | 68         | 48         | 20         | 1.007                     |         | 20        | 54        | 43         |
| 2001                     | 68.500      | 70.000      | 97,9        | 62         | 52         | 10         | 1.104                     | 1       | 10        | 48        | 44         |
| 2002                     | 67.500      | 69.000      | 97,8        | 60         | 53         | 7          | 1.125                     | 2       | 7         | 48        | 44         |
| 2003                     | 68.500      | 69.000      | 99,3        | 63         | 56         | 7          | 1.087                     | 1       | 7         | 48        | 44         |
| 2004                     | 67.600      | 69.000      | 98,0        | 61         | 51         | 10         | 1.108                     | 1       | 11        | 48        | 44         |
| 2006                     | 70.200      | 70.500      | 99,6        | 57         | 48         | 9          | 1.231                     | 4       | 25        | 46        | 44         |
| 2012                     | 69.572      | 70.000      | 99,4        | 56         | 47         | 9          | 1.242                     | 6       | 16        | 28        | 44         |
| 2015                     | 68.500      | 70.800      | 96,8        | 62         | 53         | 9          | 1.104                     | 4       | 27        | 20        | 44         |
| 2018                     | 62.000      | 62.200      | 99,7        | 50         | 44         | 6          | 1.240                     | 6       | 32        | 35        | 44         |
| 2020                     | 61.200      | 61.800      | 99,0        | 48         | 41         | 7          | 1.275                     | ?       | 27        | 43        | 44         |
| 2022                     | 60.800      | 61.300      | 99,2        | 50         | 44         | 6          | 1.216                     | 6       | 20        | 43        | 44         |
| 2023                     | 60.600      | 61.000      | 99,3        | 50         | 44         | 6          | 1.212                     | 6       | 20        | 43        | 44         |

### Diocesi di Alife
- (LA)  Ferdinando Ughelli, Italia sacra, vol. VIII, seconda edizione, Venezia 1721, coll. 206–212
- Vincenzio d'Avino, Cenni storici sulle Chiese arcivescovili, vescovili e prelatizie (nullius) del Regno delle Due Sicilie, Napoli, 1848, pp. 8–10
- Giuseppe Cappelletti, Le Chiese d'Italia della loro origine sino ai nostri giorni, vol. XIX, Venezia 1864, pp. 89–115
- Francesco Lanzoni, Le diocesi d'Italia dalle origini al principio del secolo VII (an. 604), vol. I, Faenza, 1927, p. 378
- (LA)  Paul Fridolin Kehr, Italia Pontificia, vol. IX, Berolini, 1962, pp. 114–116
- (DE)  Norbert Kamp, Kirche und Monarchie im staufischen Königreich Sizilien. Prosopographische Grundlegung. Bistümer und Bischöfe des Königreichs 1194-1266. 1. Abruzzen und Kampanien, München, 1973, pp. 217–222
- Dante B. Marrocco, Il vescovato alifano nel Medio Volturno, Piedimonte Matese, 1979
- Angelo Gambella, Medioevo Alifano, Roma, Drengo, 2007
- (LA)  Pius Bonifacius Gams, Series episcoporum Ecclesiae Catholicae, Graz, 1957, p. 847
- (LA)  Konrad Eubel, Hierarchia Catholica Medii Aevi, vol. 1, p. 84; vol. 2, p. 85; vol. 3, p. 104; vol. 4, p. 78; vol. 5, p. 79; vol. 6, p. 77
- (LA, IT)  Bolla Adorandi, in Collezione degli atti emanati dopo la pubblicazione del Concordato dell'anno 1818, parte III, Napoli, 1830, pp. 31–43
- (LA, IT)  Bolla Compertum nobis, in Collezione degli atti emanati dopo la pubblicazione del Concordato dell'anno 1818, parte XIII, Napoli, 1854, pp. 134–156

### Diocesi di Caiazzo
- (EN)  La diocesi di Caiazzo su Catholic Hierarchy
- (LA)  Ferdinando Ughelli, Italia sacra, vol. VI, seconda edizione, Venezia, 1720, coll. 438–460; vol. X, Venezia, 1722, coll. 222–231
- Vincenzio d'Avino, Cenni storici sulle Chiese arcivescovili, vescovili e prelatizie (nullius) del Regno delle Due Sicilie, Napoli, 1848, pp. 147–149
- Giuseppe Cappelletti, Le Chiese d'Italia della loro origine sino ai nostri giorni, vol. XX, Venezia, 1866, pp. 261–277
- (LA)  Paul Fridolin Kehr, Italia Pontificia, vol. VIII, Berolini, 1935, pp. 271–275
- (DE)  Norbert Kamp, Kirche und Monarchie im staufischen Königreich Sizilien. Prosopographische Grundlegung. Bistümer und Bischöfe des Königreichs 1194-1266. 1. Abruzzen und Kampanien, München, 1973, pp. 151–156
- M. C. Caiola, P. Di Lorenzo, G. Sparano, La diocesi di Caiazzo: storia in età tardo medievale e moderna, arte, cronotassi vescovile e bibliografia di riferimento, in Rivista di Terra di Lavoro - Bollettino on-line dell'Archivio di Stato di Caserta, anno II, n°3, ottobre 2007, pp. 46–62
- (LA)  Pius Bonifacius Gams, Series episcoporum Ecclesiae Catholicae, Graz, 1957, pp. 863–864
- (LA)  Konrad Eubel, Hierarchia Catholica Medii Aevi, vol. 1, p. 155; vol. 2, p. 113; vol. 3, p. 145; vol. 4, p. 127; vol. 5, p. 134; vol. 6, p. 138
- (LA, IT)  Bolla Si semper optandum, in Collezione degli atti emanati dopo la pubblicazione del Concordato dell'anno 1818, parte XII, Napoli, 1852, pp. 125–147